# Cyathea baileyana
Cyathea baileyana är en ormbunkeart som först beskrevs av Karel Domin, och fick sitt nu gällande namn av Karel Domin. Cyathea baileyana ingår i släktet Cyathea och familjen Cyatheaceae. Inga underarter finns listade.

## Bildgalleri

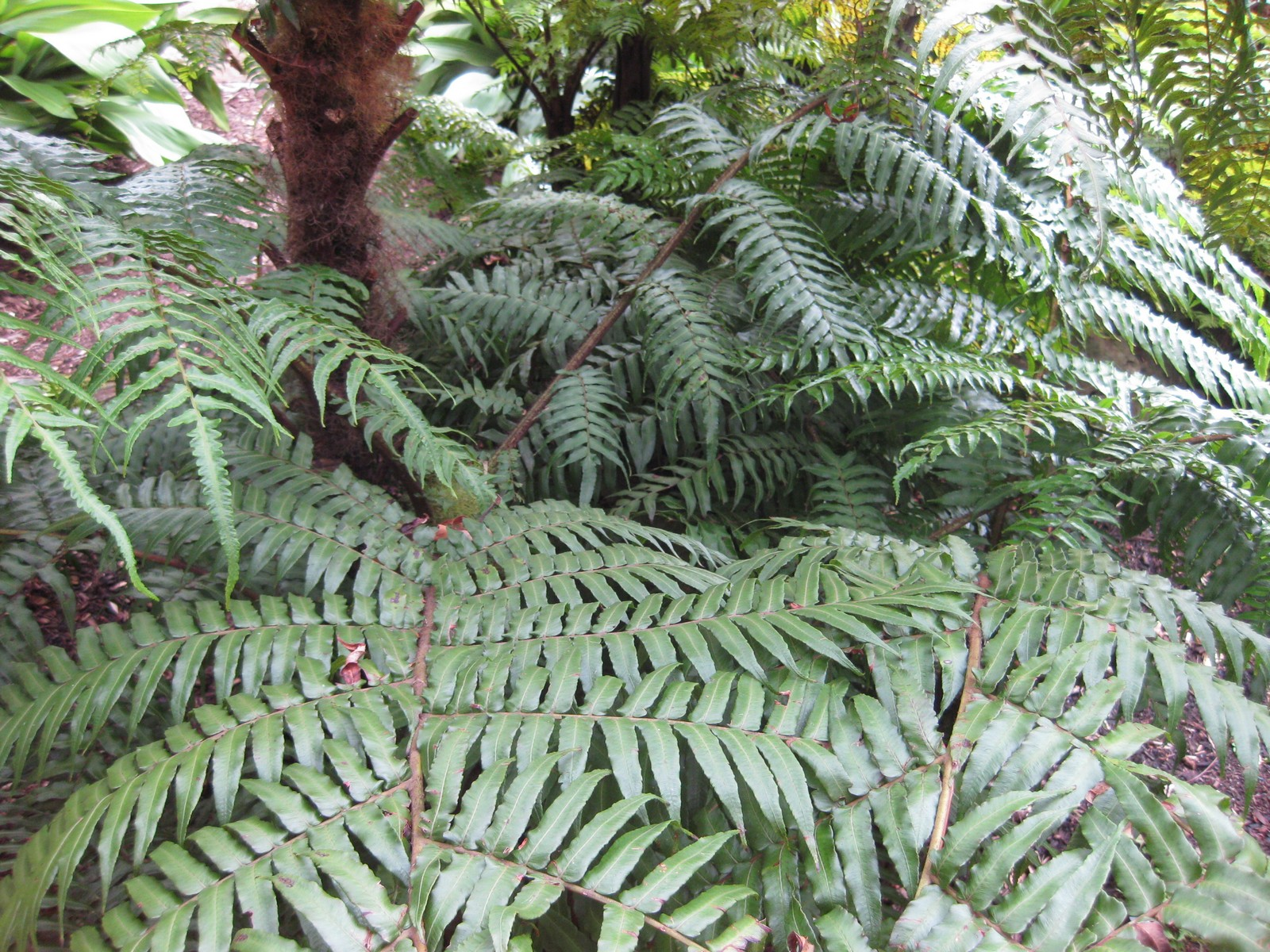
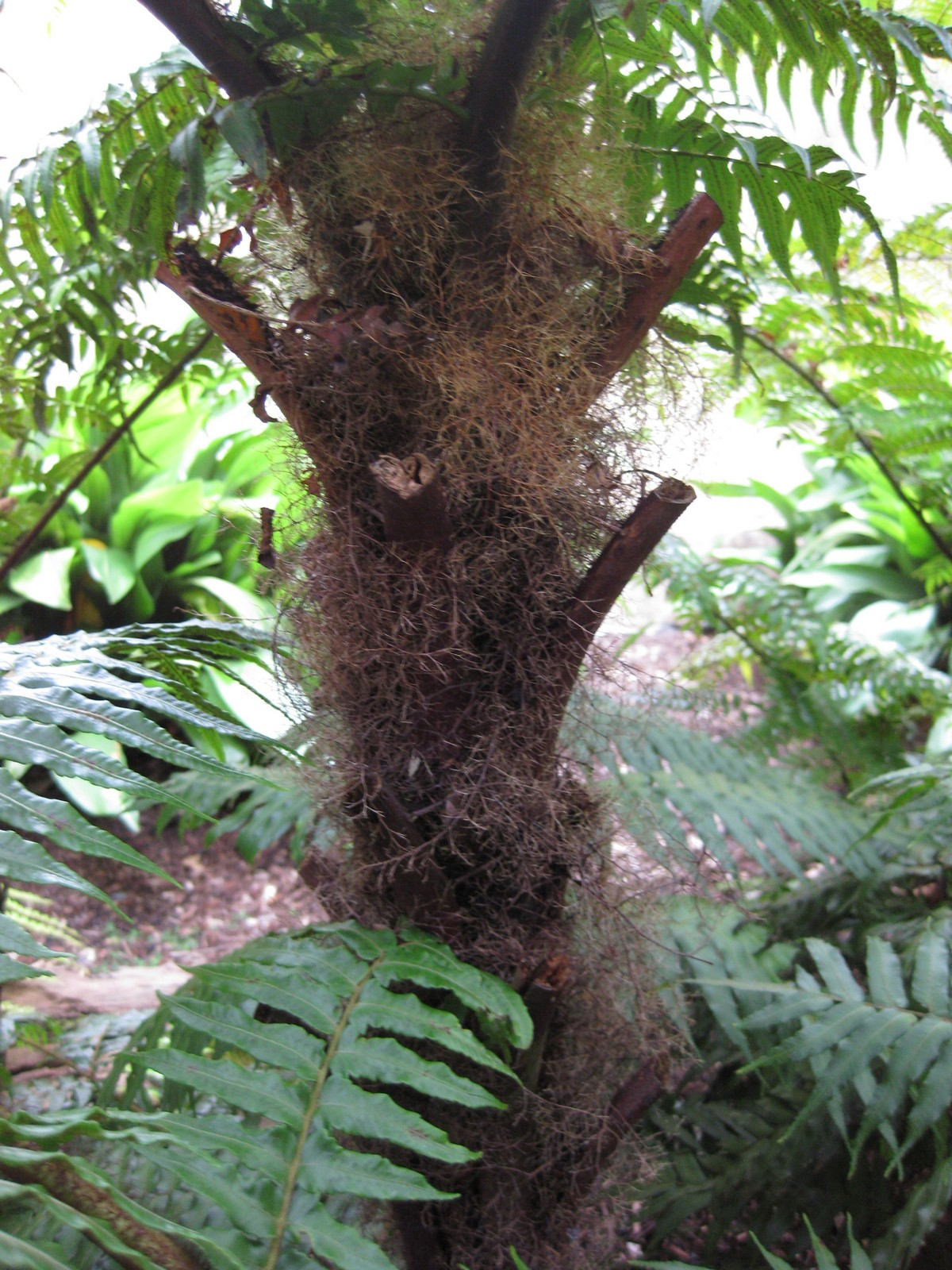
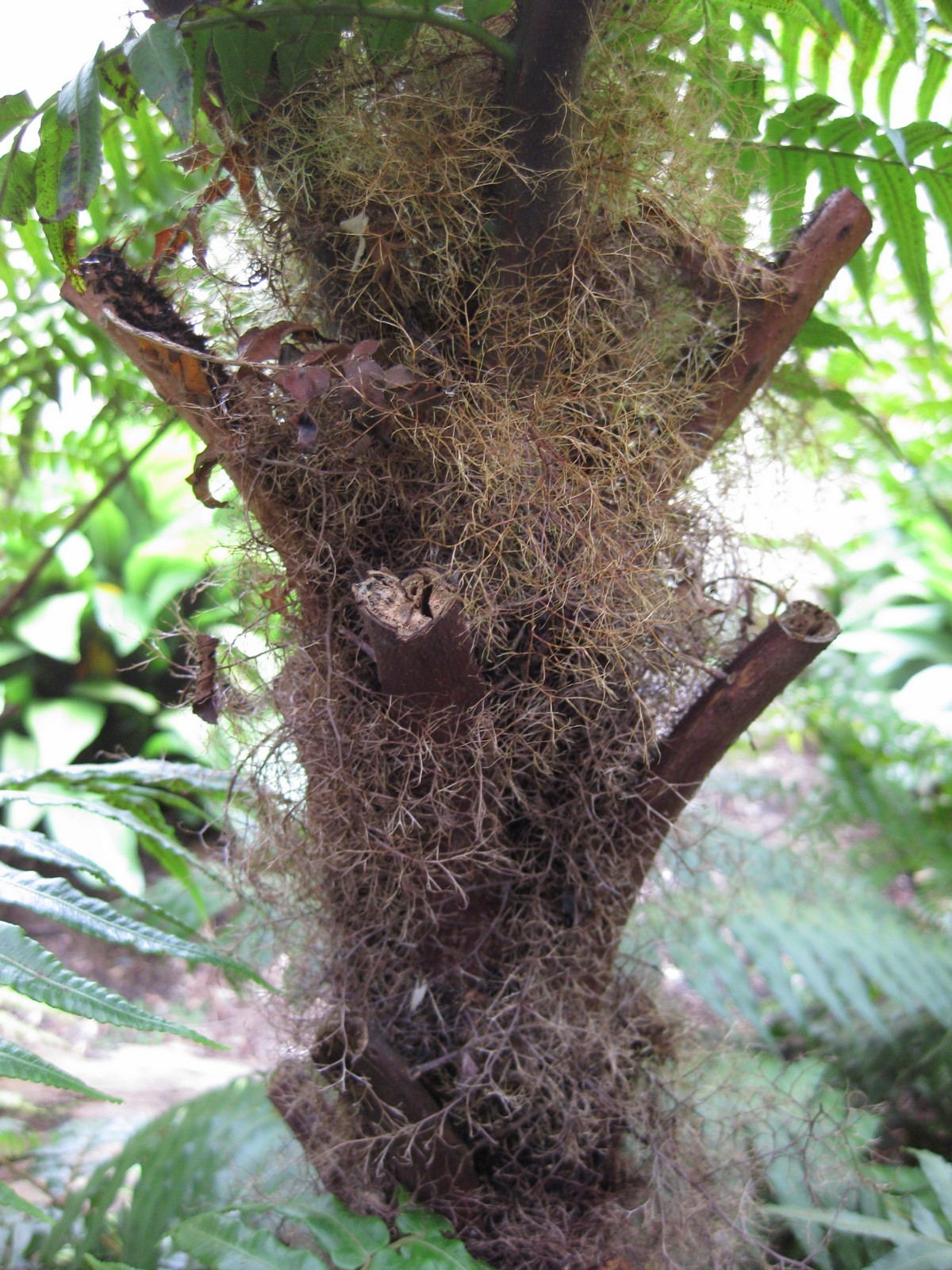
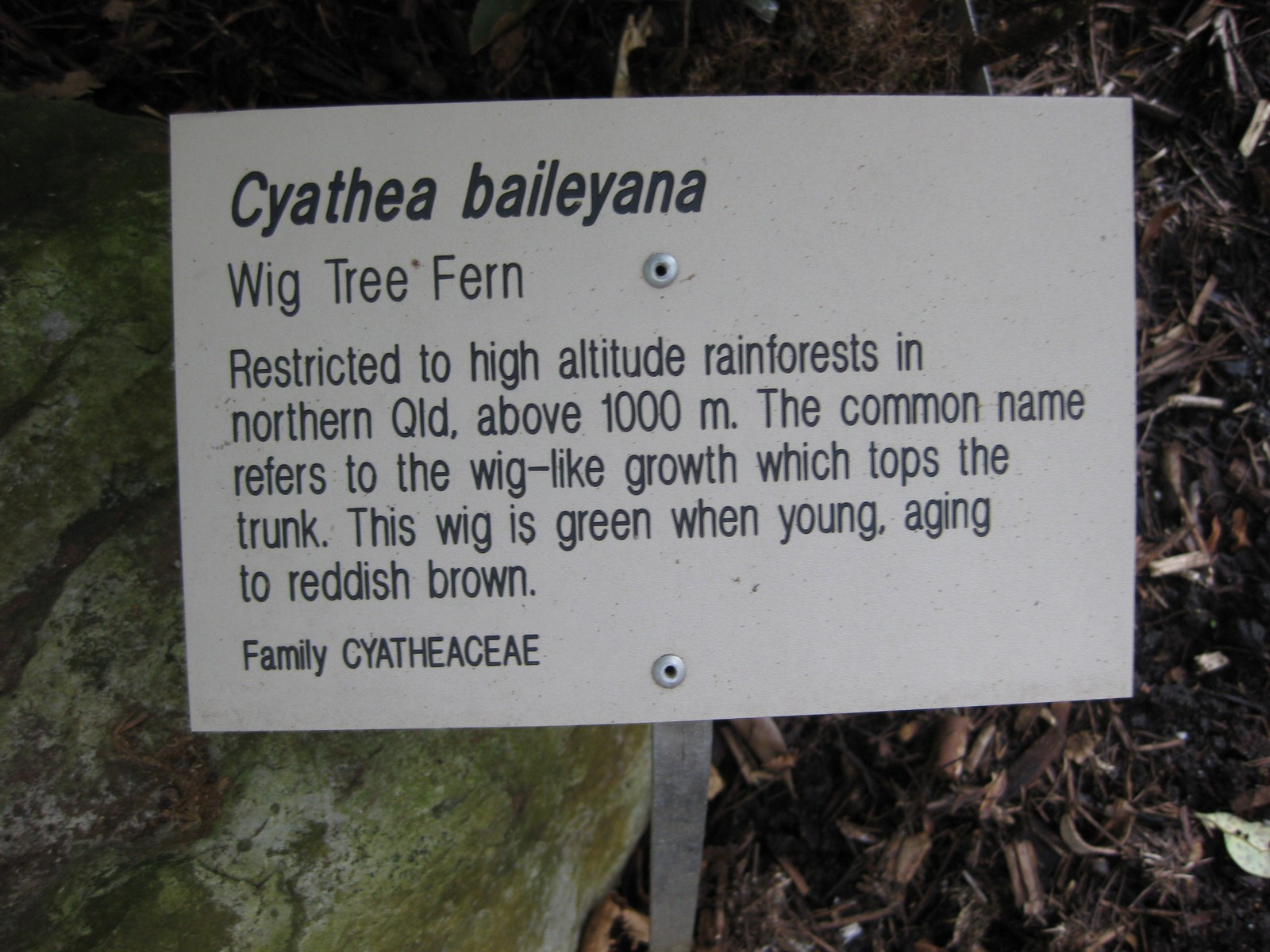
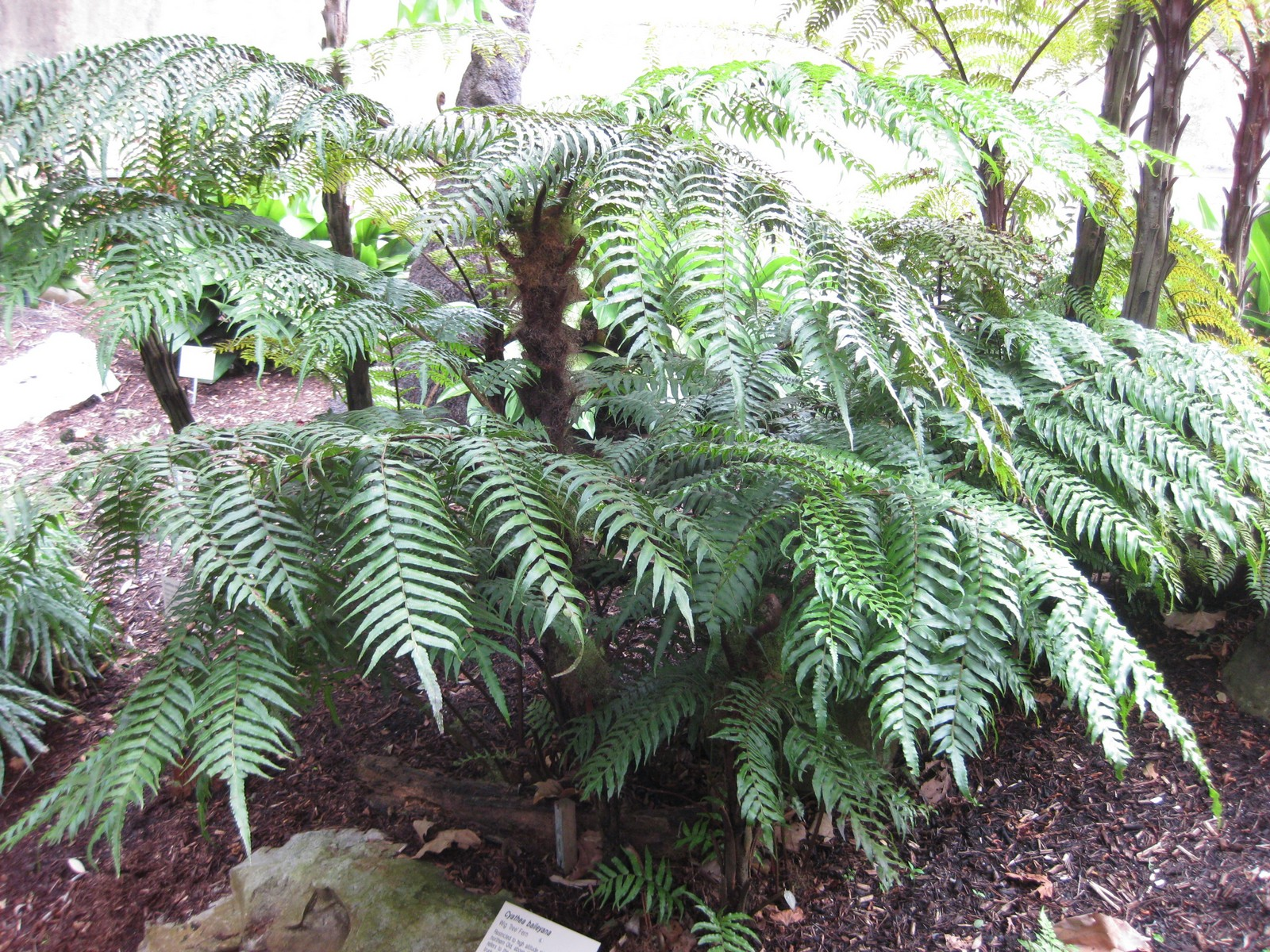